# Order
Order (sous-titré « A Journal on the Theory of Ordered Sets and its Applications ») est une revue scientifique à évaluation par les pairs trimestrielle dont le thème est la relation d'ordre et ses applications, publiée par Springer Science+Business Media. Elle a été créée en 1984 par le professeur de mathématiques de l'université de Calgary Ivan Rival (en), ; en 2010 son rédacteur en chef est Dwight Duffus, professeur de mathématiques et d'informatique à l'université Emory et ancien élève de Rival.
Selon Journal Citation Reports, en 2009, le facteur d'impact d’Order est 0.408, plaçant la revue dans le premier quartile du classement des revues mathématiques.